# Samir Subash Naik
Samir Subash Naik (sinh ngày 8 tháng 8 năm 1979) là một cầu thủ bóng đá người Ấn Độ thi đấu ở vị trí hậu vệ cho Dempo SC và Ấn Độ. Naik là một phần của đội bóng Dempo SC thành công khi 2 lần vô địch và vào bán kết của Cúp AFC, anh cũng ra sân thường xuyên cho đội tuyển quốc gia Ấn Độ. Anh cũng là đội trưởng của Ấn Độ trong trận giao hữu quốc tế với Oman năm 2012.